# Oto, Iowa
Oto är en ort i Woodbury County i delstaten Iowa, USA.